# Quod Iam Diu
Quod Iam Diu è un'enciclica di papa Benedetto XV, datata 1º dicembre 1918, e scritta in occasione della fine della prima guerra mondiale.
Benedetto XV chiede ai cattolici di pregare per la riuscita della ventura conferenza di pace, nella speranza che essa sia giusta e duratura.
« Il giorno che il mondo intero aspettava ansiosamente da tanto tempo e che tutta la cristianità implorava con tante fervide preghiere, e che Noi, interpreti del comune dolore, andavamo incessantemente invocando per il bene di tutti, ecco, in un momento è arrivato: tacciono finalmente le armi… Per spiegare come sia avvenuto improvvisamente tale cambiamento, potrebbero essere addotte certamente molteplici e svariate cause, ma se si vuole cercare veramente la ragione suprema bisogna risalire assolutamente a Colui che governa tutti gli eventi e che, mosso a misericordia dalle perseveranti preghiere dei buoni, ha concesso all'umanità di riaversi alfine da tanti lutti ed angosce ».